# Zlín Z-42
Zlín Z-42 – czechosłowacki samolot szkolno-treningowy, akrobacyjny i turystyczny.

## Historia
W połowie lat sześćdziesiątych w wytwórni lotniczej Moravan n.p., konstruktor Jan Mikula opracował serię lekkich samolotów z silnikami tłokowymi o różnym przeznaczeniu. Jako pierwszy z tych samolotów zbudowano prototyp samolotu szkolnego oznaczonego jako Z-42. Został on oblatany 17 października 1967, po czym przeszedł serię badań, zbudowano dwa kolejne prototypy i w 1970 roku rozpoczęto produkcję 48 samolotów tego typu, którą zakończono w 1973 roku.
W 1971 roku zbudowano kolejną wersję samolotu oznaczoną jako Z-42L, która została wyposażona w silnik produkcji amerykańskiej Lycoming. Zbudowano jedynie prototyp tej wersji. Oblatany on został 10 sierpnia 1971 roku, po czym zaniechano prac nad tą wersją, aby prowadzić dalsze prace nad samolotami z silnikami produkcji czechosłowackiej.
W 1972 roku zmodyfikowano ten samolot, w którym zamontowano nowy silnik oraz zmieniono śmigło. Tak zmodyfikowany samolot otrzymał oznaczenie Z-42M. Został on oblatany w listopadzie 1972 roku, a w latach 1975–1980 zbudowano 131 samolotów tej wersji. Już w trakcie badań tej wersji samolotu 11 samolotów wersji Z-42 przebudowano zastosowując nowy silnik i śmigło – tak przebudowane samoloty zostały oznaczone jako Z-42MU.
W 1978 zbudowano prototyp kolejnej wersji tego samolotu, która otrzymała oznaczenie Z-142, a modyfikacja miała na celu przystosowanie tego samolotu do wykonywania akrobacji. Ten prototyp został oblatany 27 grudnia 1978 roku. Wszelkie badania wskazały na jego zalety jako samolotu akrobacyjnego, odpowiadał on amerykańskim wymaganiom dla samolotu akrobacyjnego FAR cz. 23. To spowodowało, że rozpoczęto jego produkcję seryjną i w latach 1980 - 1995 zbudowano 367 samolotów tej wersji. Samoloty tej wersji produkowane były w trzech odmianach: szkolnej, akrobatycznej i turystycznej.
W 1983 roku sprzedano licencję samolotu Z-142 dla Algierii, gdzie był on produkowany pod oznaczeniem Fernas 142 (ECA Fernas 142), zbudowano ich 46.
W 1988  powrócono do prac nad prototypem Z-42L i na jego podstawie zbudowano kolejny prototyp oznaczony jako Z-242, został on oblatany 14 lutego 1990 roku. Od 1992 roku produkowana jest ta wersja samolotu. Samoloty tego typu produkowane są w trzech odmianach: szkolnej, akrobatycznej i turystycznej. Posiada on certyfikat lotniczy we wszystkich większych krajach na świecie. Do 2002 roku zbudowano 150 samolotów tego typu.

## Użycie w lotnictwie
Samoloty Zlín Z-42 i jego kolejnych wersji wykorzystywane są do szkolenia pilotów wojskowych i cywilnych w aeroklubach, ale także jako samolot treningowy i turystyczny. Użytkowany jest w wielu krajach świata, m.in. w Czechosłowacji/Czechach, Słowacji, Polsce, Niemieckiej Republice Demokratycznej/Republice Federalnej Niemiec/Niemczech, Algierii, Egipcie, Peru. Samoloty tego typu są nadal użytkowane w aeroklubach.

## Opis techniczny
Samolot Zlín Z-42 (we wszystkich wersjach) jest dolnopłatem o konstrukcji całkowicie metalowej. Przednia część kadłuba ma konstrukcję kratownicową, a tylna półskorupową. Kadłub mieści zakrytą kabinę, z dwoma miejscami obok siebie dla pilota i instruktora lub pasażera. Poszczególne wersje różnią się od siebie niewielkimi zmianami kształtu płatów i wymiarami z uwagi na zastosowany w nich typ silnika.  
Napęd stanowił silnik gaźnikowy, 4 lub 6-cylindrowy, chłodzony powietrzem, napędzający dwułopatowe śmigło. Zbiorniki paliwa znajdowały się w skrzydłach.
Podwozie trójpodporowe, stałe.
| Wersja                     | Z-42            | Z-42L                | Z-42M           | Z-42MU          | Z-142           | Z-242                          |
| -------------------------- | --------------- | -------------------- | --------------- | --------------- | --------------- | ------------------------------ |
| Rok oblotu                 | 1967            | 1971                 | 1974            | 1975            | 1978            | 1990                           |
| Załoga                     | 2               | 2                    | 2               | 2               | 2               | 2                              |
| Rozpiętość (m)             | 9,11            | 9,11                 | 9,11            | 9,11            | 9,16            | 9,34                           |
| Długość (m)                | 7,05            | 7,00                 | 7,05            | 7,07            | 7,33            | 6,94                           |
| Wysokość (m)               | 2,69            | 2,69                 | 2,69            | 2,69            | 2,75            | 2,95                           |
| Powierzchnia nośna (m²)    | 13,15           | 13,15                | 13,15           | 13,15           | 13,30           | 13,86                          |
| Masa własna (kg)           | 920             | 690                  | 645             | 645             | 730             | 730                            |
| Masa startowa (kg)         | 920             | 1050                 | 970             | 920             | 1090            | 970                            |
| Silnik                     | Avia M-137M     | Lycoming AIO-320-B1B | Avia M-137AZ    | Avia M-137A     | Avia M-337AK    | Taxtron Lycoming AEIO-360-A1B6 |
| Moc silnika                | 180 KM (132 kW) | 160 KM (118 kW)      | 180 KM (132 kW) | 180 KM (132 kW) | 210 KM (155 kW) | 201 KM (148 kW)                |
| Prędkość maksymalna (km/h) | 230             | 225                  | 226             | 226             | 231             | 236                            |
| Prędkość przelotowa (km/h) | 200             | 190                  | 215             | 215             | 197             | 227                            |
| Prędkość wznoszenia (m/s)  | 4,5             | 4,5                  | 5,2             | 5,2             | 4,2             | 5,6                            |
| Prędkość minimalna (km/h)  | –               | –                    | 89              | –               | 99              | 94                             |
| Pułap (m)                  | 4500            | 4500                 | 4250            | 4250            | 5000            | 4800                           |
| Zasięg (km)                | 650             | 700                  | 530             | 530             | 600             | 495                            |
| Rozbieg (m)                | –               | –                    | 380             | –               | 430             | 242                            |
| Dobieg (m)                 | –               | –                    | 410             | –               | 395             | 516                            |